# تحریک و تبلیغ علیه دولت
قانون اساسی ۵۵, یا تحریک و تبلیغ علیه دولت (آلبانیایی: Agjitacion dhe Propagandë kundër shtetit) در آلبانی کمونیست یک جرم جنایی بود. این قانون از سال ۱۹۴۵ تا ۱۹۹۱ به کار رفت و بخشی از قانون اساسی جمهوری سوسیالیستی خلق آلبانی بود.
این اصطلاح به جای تحریک ضدانقلابی به کار می‌رفت. مورد دوم پس از مقاومت آلبانی در جنگ جهانی دوم مورد استفاده قرار گرفت و به‌تدریج در پایان دهه ۱۹۹۰ به نفع مقاومت سابق حذف شد. بر اساس ماده ۵۵ قانون مجازات آلبانی مصوب در دوره خوجه‌ایسم، «تبلیغ و تحریک که به براندازی یا تضعیف قدرت آلبانیایی منجر شود» حداقل به ۶ ماه حبس و در دوره‌های جنگ یا ناآرامی تا حکم اعدام محکوم می‌شود.